# Diócesis de Legazpi
La diócesis de Legazpi (en latín: Dioecesis Legazpiensis, en inglés: Roman Catholic Diocese of Legazpi y en tagalo: Diyosesis ng Legazpi) es una circunscripción eclesiástica de la Iglesia católica en Filipinas. Se trata de una diócesis latina, sufragánea de la arquidiócesis de Cáceres, que tiene al obispo Joel Zamudio Baylon como su ordinario desde el 1 de octubre de 2009.

## Territorio y organización
La diócesis tiene 2553 km² y extiende su jurisdicción sobre los fieles católicos de rito latino residentes en la provincia de Albay de la región de Bicolandia en la isla Luzón. 
La sede de la diócesis se encuentra en la ciudad de Legazpi, en donde se halla la Catedral de San Gregorio Magno.
En 2019 en la diócesis existían 47 parroquias.

## Historia
La diócesis fue erigida el 29 de junio de 1951 con la bula Quo in Philippina del papa Pío XII, obteniendo el territorio de la arquidiócesis de Cáceres.
El 27 de mayo de 1974 cedió una parte de su territorio para la erección de la diócesis de Virac mediante la bula Divino Christi del papa Pablo VI.
El 7 de febrero de 1977, con la carta apostólica Quam altas, el papa Pablo VI proclamó a la Santísima Virgen María, con la advocación de Nuestra Señora de la Salud, como patrona principal de la diócesis.

## Estadísticas
Según el Anuario Pontificio 2020 la diócesis tenía a fines de 2019 un total de 1 429 500 fieles bautizados.
| Año                                                                             | Población            | Población | Población      | Sacerdotes | Sacerdotes    | Sacerdotes    | Bautizados por sacerdote | Diáconos permanentes | Religiosos | Religiosos | Parroquias |
| Año                                                                             | Bautizados católicos | Total     | % de católicos | Total      | Clero secular | Clero regular | Bautizados por sacerdote | Diáconos permanentes | Varones    | Mujeres    | Parroquias |
| ------------------------------------------------------------------------------- | -------------------- | --------- | -------------- | ---------- | ------------- | ------------- | ------------------------ | -------------------- | ---------- | ---------- | ---------- |
| 1970                                                                            | 798 009              | 805 953   | 99.0           | 111        | 92            | 19            | 7189                     |                      | 22         | 55         | 48         |
| 1980                                                                            | 721 265              | 796 735   | 90.5           | 86         | 70            | 16            | 8386                     |                      | 19         | 57         | 39         |
| 1990                                                                            | 979 525              | 999 515   | 98.0           | 100        | 91            | 9             | 9795                     |                      | 9          | 87         | 39         |
| 1997                                                                            | 1 045 000            | 1 100 000 | 95.0           | 126        | 102           | 24            | 8293                     |                      | 29         | 98         | 42         |
| 1999                                                                            | 1 140 000            | 1 200 000 | 95.0           | 121        | 98            | 23            | 9421                     |                      | 25         | 96         | 43         |
| 2002                                                                            | 1 000 100            | 1 100 000 | 90.9           | 122        | 95            | 27            | 8197                     |                      | 29         | 100        | 44         |
| 2003                                                                            | 1 077 183            | 1 117 223 | 96.4           | 155        | 116           | 39            | 6949                     |                      | 48         | 110        | 45         |
| 2004                                                                            | 1 091 000            | 1 132 281 | 96.4           | 137        | 103           | 34            | 7963                     |                      | 36         | 126        | 45         |
| 2013                                                                            | 1 291 000            | 1 386 000 | 93.1           | 125        | 91            | 34            | 10 328                   |                      | 130        | 165        | 45         |
| 2016                                                                            | 1 362 000            | 1 462 000 | 93.2           | 142        | 104           | 38            | 9591                     |                      | 128        | 121        | 47         |
| 2019                                                                            | 1 429 500            | 1 534 440 | 93.2           | 143        | 104           | 39            | 9996                     |                      | 126        | 119        | 47         |
| Fuente: Catholic-Hierarchy, que a su vez toma los datos del Anuario Pontificio. |                      |           |                |            |               |               |                          |                      |            |            |            |

## Episcopologio
- Flaviano Barrechea Ariola † (15 de mayo de 1952-27 de noviembre de 1968 renunció[5])
- Teotimo Cruel Pacis, C.M. † (23 de mayo de 1969-4 de junio de 1980 renunció)
- Concordio Maria Sarte † (12 de agosto de 1980-22 de noviembre de 1991 falleció)
- Jose Crisologo Sorra † (1 de marzo de 1993-1 de abril de 2005 retirado)
- Nestor Celestial Cariño (1 de abril de 2005-7 de noviembre de 2007 renunció)
- Joel Zamudio Baylon, desde el 1 de octubre de 2009